# Hypselistes florens
Hypselistes florens là một loài nhện trong họ Linyphiidae.
Loài này thuộc chi Hypselistes. Hypselistes florens được Octavius Pickard-Cambridge miêu tả năm 1875.